# ۲-فورا
۲-فوراً (به انگلیسی: Fura-2) با فرمول شیمیایی 'کربن'۲۹'هیدروژن'۲۲'نیتروژن'۳'اکسیژن'۱۴۵- یک ترکیب شیمیایی با شناسه پاب‌کم ۵۷۰۵۴ است.